# 王軾 (正德庚午舉人)
王軾（15世紀—16世紀），字國瞻、又字子敬，廣東潮州府揭陽縣桃山人，明朝政治人物。

## 生平
王軾是正德五年（1510年）中舉人，授懷遠教諭，教誨士子有法，推辭諸生贈物，寬於教人、嚴於執禮，陞蕪湖知縣，遇上寧王朱宸濠作亂，宦官張勇率領官軍突然到縣，布政使以下官員大多畏懼，而縣內僚屬則逃去，他親自準備糧食，對方亦未為難他，不久明武宗駐蹕南京，撫按徵召二千人赴役，他準備鹽鐡銀二百兩就募，在暑天死去過半人，巡撫令應天通判查察，因此被彈劾赴部別用，他卻辭官回鄉，後來縣內耆老多次拿著推荐徵檄，他也堅持不出仕，得士民思念，入祀名宦祠。

## 引用
1. 1 2  乾隆《揭陽縣志·卷六·人物志》：王軾，字國瞻，桃山人，正德庚午舉於鄉，授懷遠教諭，誨人有方，擢蕪湖令，值宸濠變起，王師往討，中使張勇等奉命猝至邑，藩臬以下多畏避，軾獨當之芻糧畢備，後武宗南巡，撫按檄各縣督民往役，會酷暑人多暍死，軾憫民勞齎銀僱役，當事以怠事劾之即引歸，民皆刻像祀於家，祀鄉賢。
2. ↑  嘉慶《懷遠縣志·卷二十六·良吏傳》：王軾，字敬甫，廣東揭陽人，由舉人任，善教不輟，務端矩範，凡諸生贄儀以義辭之，教雖在寬執禮自嚴，人亦以嚴見憚，陞蕪湖知縣，與時不合引歸，祀名宧。 舊縣志、府志
3. ↑  乾隆《（安徽）太平府志·卷二十三·名宦志》：王軾，字子敬，廣東揭陽人，正德十五年以舉人知（蕪湖縣），值宸濠反，中官擁大軍作威福，軾涖任甫二日僚屬逃去，軾身當之，芻糧委積咸備，中官無難待以殊禮，武宗駐蹕南京，撫按並檄行發民二千赴役，軾備鹽鐡銀二百兩為就募，比天暑死過半，巡撫令應天別駕查覈，軾無餽遺被劾赴部別用，軾竟飄然回未幾荐檄來徵，耆老迎至家，軾堅意不出，士民思之，入祀名宦。
4. ↑  民國《蕪湖縣志·卷十·名宦志》：王軾，字子敬，廣東揭陽人，正德十五年以舉人宰縣事，值宸濠叛逆，中官擁大軍作威福，軾涖政甫三月，僚屬悉逃去，軾獨當之，芻糧委積咸備，中官無以難轉為敬禮，時武宗駐驆南京，撫按移檄飭發部民三千赴役，軾獨備鹽鐵銀貳伯兩就募，比天暑夫暍死過半，巡撫令應天通判查覈，軾無饋遺被劾，赴部別用即飄然而歸，未幾薦檄復徵竟不出，士民思慕之，入祀名宦。